# José Carlos Novaes da Mata Machado
José Carlos Novaes da Mata Machado (Rio de Janeiro, 20 de março de 1946 — Recife, 28 de outubro de 1973) foi um estudante universitário brasileiro e um dos dirigentes da Ação Popular Marxista-Leninista (APML). Foi perseguido e morto pelos militares durante o regime ditatorial de 1964 após ser torturado no DOI-Codi de Recife (PE) por dez dias.
É um dos casos investigados pela Comissão da Verdade, que apura mortes e desaparecimentos na ditadura militar brasileira.

## Biografia
Filho do jurista Edgar da Mata Machado, deputado pela UDN e um dos fundadores da Faculdade Mineira de Direito, e de Yedda Novaes da Mata Machado, José Carlos era conhecido como Zé, e nasceu no dia 20 de março de 1946 no Rio de Janeiro. Era irmão de Bernardo Novais da Mata Machado, hoje historiador e professor da Escola de Governo da Fundação João Pinheiro desde 2015 e Diretor de Cultura, Turismo e Economia Criativa da Fundação João Pinheiro.
Zé passou a viver desde muito pequeno no Estado de Minas Gerais e como estudante, em 1964 entrou para o curso de Direito da Universidade Federal de Minas Gerais (UFMG), tendo obtido a primeira colocação no vestibular. Durante o curso, foi presidente do Centro Acadêmico Afonso Pena (1967) e um dos fundadores do Grupo de Alunos da Turma de 1964 (GAT-64) que exerceu muita influência política entre os estudantes da instituição. Tornou-se também vice-presidente da União Nacional dos Estudantes (UNE)
Em 1968, foi preso durante o Congresso de Ibiúna, São Paulo, e condenado a oito meses de reclusão nas celas do Departamento de Ordem Política e Social (DOPS), de Belo Horizonte. Solto no segundo semestre de 1969, José Carlos continuou na luta, porém clandestinamente e, em 1970, casou-se com sua companheira de AP, Maria Madalena Prata Soares e teve um filho com ela no dia 19 de fevereiro de 1972, chamado Dorival. A família morou, por mais de um ano, numa favela em Fortaleza, Ceará. Lá, ele exerceu o ofício de comerciante.

## Militância
José Carlos Novaes da Mata Machado exercia sua militância inicialmente na Ação Popular (AP), que assumiu posteriormente o nome de Ação Popular Marxista Leninista (AMPL) quando houve uma separação dentro do Partido. A AMPL era a maior fração do antigo AP e mais próxima do PC do B, e contava com Duarte Pereira, Haroldo Lima, Aldo Arantes e José Renato Rabelo na liderança. 

Durante este período, José Carlos utilizou-se de codinomes, ou nomes falsos, como forma de ocultar sua identidade e proteger-se. Alguns dos nomes utilizados por ele foram: Fernando, Hilário, Nando, Aloísio e Alberto

## Morte
Gilberto Prata Soares, seu cunhado e ex-membro da AP, preso em fevereiro de 1973, concordou em colaborar com o CIEx na identificação dos militantes da AP. A partir de março de 73, com a ajuda do informante, os seus passos e de Madalena foram minuciosamente rastreados pelos órgãos de repressão. Em conseqüência, militantes e simpatizantes começaram a cair como num jogo de dominó.
Pressentindo que o cerco se fechava, advogados do escritório de Joaquim Martins da Silva (companheiro de José Carlos na Faculdade de Direito), em São Paulo, fizeram contato com a família. José Carlos e Madalena já haviam confiado aos avós a guarda do filho Dorival, nascido em Goiânia, no dia 19 de fevereiro de 1972.
No dia 18 de outubro, atendendo ao apelo vindo de São Paulo, dois cunhados e um amigo da família foram encarregados de buscar José Carlos e conduzi-lo à fazenda de um tio, no interior de Minas Gerais. Madalena se encontraria com eles num sítio próximo a Belo Horizonte. No dia 19 de outubro, em São Paulo, para onde José Carlos tinha ido com o principal objetivo de providenciar cobertura jurídica para os companheiros presos, encontraram-se no escritório de Joaquim Martins da Silva. Ali combinaram novo encontro em um posto de gasolina na saída da cidade. Não percorreram mais do que alguns quilômetros e foram presos por elementos à paisana fortemente armados. Algemados e encapuzados, foram conduzidos provavelmente para o DOI-CODI/SP, onde foram submetidos a interrogatórios durante três dias. No dia 21 foram transferidos, à exceção do José Carlos, para o 12° Regimento de lnfantaria, em Belo Horizonte, onde permaneceram incomunicáveis. Na noite de 22, Madalena e seu filho Eduardo (do primeiro casamento) foram presos no sítio onde se encontravam. Nesse mesmo dia, Gildo Macedo e sua esposa foram presos em Salvador pela Polícia Federal. No dia 31, quarta-feira pela manhã, os representantes da família foram soltos. Na noite do mesmo dia 31, os meios de comunicação transmitiram nota oficial informando sobre a morte de José Carlos e Gildo Macedo Lacerda num tiroteio em Recife. A nota dizia que ambos confessaram, durante interrogatórios, que teriam no dia 28 um encontro com ‘um subversivo de codinome Antônio’. Levados para o local, o referido ‘Antônio’ pressentiu alguma anormalidade e abriu fogo contra seus companheiros.
A morte dos dois militantes estava repercutindo nacional e internacionalmente (New York Times de 13 de novembro, Le Monde do dia 14 de novembro e Avvenire D’all Italia e Dal Mondo de 15 de novembro). No dia 7, a denúncia do Prof. Edgar ao Conselho de Defesa dos Direitos da Pessoa Humana foi lida na Câmara e no Senado pelos líderes da oposição, Deputado Aldo Fagundes e Senador Nelson Carneiro. A repercussão, somada ao esforço dos advogados de Recife, Oswaldo Lima Filho e Mércia Albuquerque, resultou na autorização para a exumação e o traslado do corpo para Belo Horizonte. A condição imposta pelo coronel Cúrcio Neto, comandante militar da 7ª Região, foi a de que não houvesse publicidade. Até mesmo o aviso fúnebre foi proibido.
A Dra. Mércia acompanhou a exumação, realizada no dia 10 de novembro. José Carlos, assim como Gildo, foram enterrados como indigentes num caixão de madeira sem tampa e com fundo de taliscas.
No dia 15 de novembro, após ordens e contra-ordens, o corpo de José Carlos foi finalmente liberado e chegou a Belo Horizonte às 13:15 h, em caixão lacrado. Às 14:30 h foi sepultado no cemitério Parque da Colina.
Embora, já no dia 9 de novembro de 73 tenha sido protocolada uma representação junto à Procuradoria Geral da Justiça Militar requerendo a instauração de um Inquérito Policial Militar, até hoje não foram tomadas providências para apurar os fatos que cercaram a morte de José Carlos. Não se sabe qual a autoridade responsável por sua prisão em São Paulo, nem se conhecem as circunstâncias de sua transferência para Recife.
Sua morte, na madrugada do dia 28, foi testemunhada pela estudante Fernanda Gomes de Matos e Melânia Almeida Carvalho, que estavam presas no DOI-CODI do Recife. Fernanda reconheceu, imediatamente, quando Mata Machado chegou no dia 27 de outubro de 1973, escoltado por agentes, com uma venda nos olhos.
Após várias horas de agonia, pedindo ajuda, porque estava perdendo muito sangue, a voz grave de Mata Machado silenciou.”

## Homenagem
O nome de José Carlos Mata Machado foi dado a uma rua em Belo Horizonte, cuja antiga denominação era Dan Mitrione, torturador que veio dos Estados Unidos para o Brasil com o objetivo de ensinar “Métodos Modernos de lnterrogatório” aos policiais e militares. Suas cobaias eram mendigos recolhidos nas ruas e seu alvo eram os presos políticos.
O espaço social de auto-organização dos estudantes da Faculdade de Direito da UFMG, onde José Carlos estudou, recebe o nome de Terrítório Livre José Carlos Mata Machado, situado no 3º andar do Edifício Valle Ferreira, em que funciona o curso de graduação.